# Drachenlanze
Die Welt der Drachenlanze (im US-Original Dragonlance) ist eine Kampagnenwelt des Rollenspiels Dungeons & Dragons, die als Produktlinie 1984 vom amerikanischen Verlag TSR eingeführt wurde. Getragen vom Erfolg der begleitenden Romanreihen aus der Feder von Tracy Hickman und Margaret Weis wurde die Spielwelt einem breiten Publikum weit über den Rollenspiel-Kernmarkt hinaus bekannt.
Die Welt heißt Krynn und besteht aus mehreren Kontinenten, einschließlich Ansalon und dem kaum bekannten Taladas. Die Geschichte der Welt Krynn ist vom Kampf zwischen guten, neutralen und bösen Mächten geprägt. Diese für Dungeons-&-Dragons-Welten typische Dreifacheinteilung spiegelt sich beispielsweise im Wesen von Göttern (Paladin, Gilean und Takhisis), Rassen (Elfen, Menschen und Oger) und Magie (weiße, rote und schwarze Magier) klar wider.
Stand November 2024 gibt es (nach alter Zählweise) 81 deutschsprachige Romane der Drachenlanze-Reihe. Die zuletzt erschienene und ins deutsche übersetzte Buchreihe ist „Das Schicksal der Drachenlanze“, deren bislang zwei von drei Bänden 2024 veröffentlicht wurden. Des Weiteren sind ein Zeichentrickfilm, eine Hörspielserie und Hörbücher zu den ersten Büchern erschienen. Von SSI wurden Ende der 1980er-Jahre bis Anfang der 1990er-Jahre mehrere Computerspiele veröffentlicht, die ebenfalls in dieser Welt spielen. Insbesondere die Drachenlanze-Trilogie innerhalb der Gold-Box-Reihe erlangte größere Bekanntheit und positive Kritiken.

## Welt

### Die Welt Krynn
Die wichtigsten Götter der Welt sind der Hohe Gott und seine Kinder: der gute (weiße) Gott Paladin, der neutrale (rote) Gott Gilean und die böse (schwarze) Takhisis. Je nach Zeitalter der Welt sind die bösen und die guten Drachen selten oder zahlreich in der Welt angesiedelt. Die Menschen sind die häufigste Rasse auf Krynn, aber auch Elfen, Zwerge, Kender, Gnome und Minotauren bevölkern die Welt. Kleriker erhalten ihre magischen Kräfte von ihren Göttern, und Zauberer erhalten ihre Macht von den drei Mondgöttern, dem weißen Mond Solinari, dem roten Mond Lunitari und dem schwarzen Mond Nuitari. In den diversen Kriegen auf Krynn, beginnend mit dem Krieg der Lanze werden Armeen von Drakoniern als Truppen eingesetzt. Drakonier werden durch die Korrumpierung eines Dracheneis erschaffen, wodurch ein reptilienartiger Humanoid entsteht. Jedes Drachenei kann verwendet werden, um einen Drakonier zu erschaffen, obwohl die am häufigsten verwendeten Eier die der guten Drachen sind, die Takhisis die Dracheneier der bösen Drachen zum ausbrüten böser Drachen nutzen will.
Andere Götter (Untergötter) der Welt sind die Götter des Guten (zum Beispiel Branchala, Habbakuk, Kiri-Jolith, Majere und Mishakal), die Götter der Neutralität (zum Beispiel Chislev, Reorx, Shinare, Sirrion und Zivilyn) sowie die Götter des Bösen (zum Beispiel Chemosh, Hiddukel, Morgion, Sargonnas und Zeboim).
Die Geschichte der Welt Krynn und damit auch die Schauplätze der Romane lassen sich grob in fünf verschiedene Zeitalter einteilen. Das erste Zeitalter ist die Zeit der Schöpfung, in der die Götter geboren werden und Krynn entsteht. Das Zeitalter der Träume, das zweite Zeitalter, ist gekennzeichnet durch das schnelle Wachstum der ersten großen Zivilisationen der Welt und das Auftauchen unzähliger neuer Rassen. Dieses Zeitalter ist auch durch drei große Kriege zwischen Drachen und ihren Lakaien gekennzeichnet. Nach dem dritten Drachenkrieg, im Zeitalter der Macht, vernichtet die Umwälzung das große Reich von Istar und verändert fast die gesamte Oberfläche von Krynn. Diesem Ereignis folgt eine etwa 300-jährige Depression, die als viertes Zeitalter, dem Zeitalter der Verzweiflung bezeichnet wird. In diese Zeit fällt auch der Krieg der Lanze die in der Ursprungsreihe „Die Chronik der Drachenlanze“ behandelt wird. Die späteren Romane ergänzen die Welt mit Erzählungen zum Zeitalter der Verzweiflung und bilden später mit den letzten (übersetzten) Büchern den Übergang in das fünfte Zeitalter, dem Zeitalter der Sterblichen, nachdem die Götter die Welt verlassen haben.

### Rassen
- Menschen
- Elfen
- Zwerge
- Kender
- Gnome
- Goblins
- Orks
- Drakonier

Wie in vielen Dungeons & Dragons-Kampagnensettings ist die Welt der Drachenlanze durch die Vielzahl an Rassen geprägt, wobei die Menschen meist im Mittelpunkt stehen. Aber auch Elfen, Zwerge, Kender und Goblins sind zahlreich vertreten nur um einige zu nennen.

### Ansalon

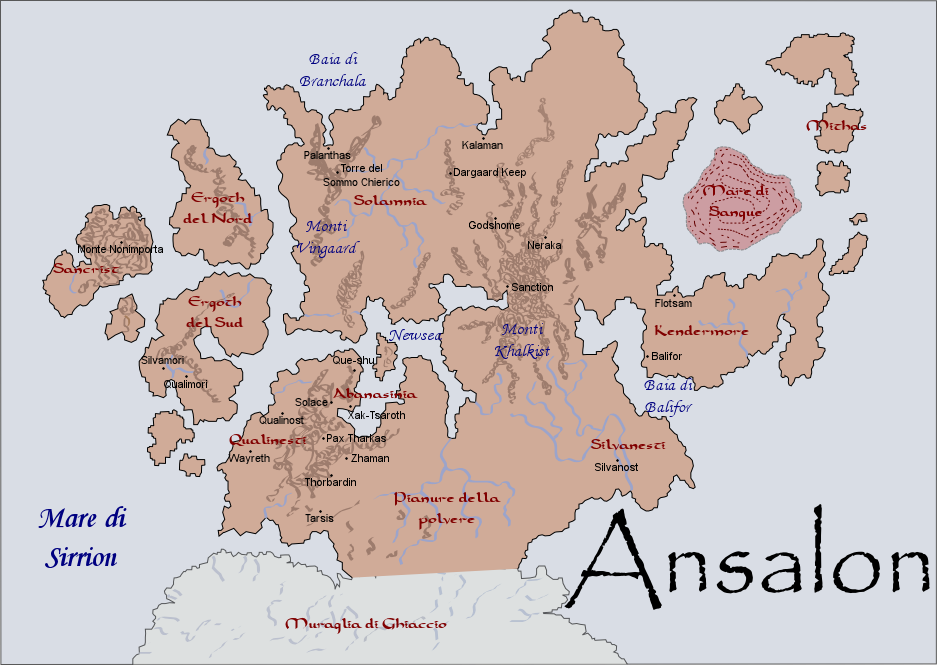
Karte von Ansalon, seiner Regionen und wichtigsten Städte

Der Großteil der Romane spielt in verschiedenen Regionen von Ansalon, einem Kontinent der Welt Krynn. Einige der wichtigsten Länder und Gebiete auf Ansalon sind Solamnia mit Palanthas, der größten Stadt des Kontinents, die Inseln Nord- und Südergoth, die Staubebenen rund um Tarsis der schönen sowie Abanasia, wo in der Stadt Solace die Ursprungsgeschichte beginnt. Die großen Elfenreiche sind Qualinesti und Silvanesti. Die Reiche der Zwerge sind Thorbadin (Bergzwerge) und das der Hügelzwerge, südlich von Pax Tharkas. Weitere Städte und Handlungsorte sind Solace (Region Abanasia, Standort des Gasthauses zur letzten Bleibe), der letzte verbleibende Turm der Erzmagier mit dem magischen Wald der in der Welt wandert, Kenderheim, Balifor, Tarsis „die Schöne“ sowie Eismauer ganz im Süden des Kontinents und gleichzeitig Grenze zum nächsten Kontinent. Darüber hinaus ist ein Teil der Handlung auch in Neraka angesiedelt, der Stadt der dunklen Königin Takhisis. Die einst größte Stadt des Kontinents, Istar, wurde während der Umwälzung zerstört und an ihrer Stelle entstand ein neuer Ozean, das Blutmeer von Istar, mit dem Mahlstrom in seiner Mitte.

### Hauptcharaktere
- Tanis der Halbelf
- Raistlin Majere
- Caramon Majere
- Sturm Feuerklinge
- Tolpan Barfuss
- Flint Feuerschmied
- Goldmond
- Flusswind
- Tika Waylan-Majere
- Laurana

Die Helden der Lanze sind die Protagonisten der Chroniken-Trilogie, der ersten Serie von Drachenlanze-Büchern. Sie wurden von Weis und Hickman erschaffen und dann als Spielcharaktere in Dungeons & Dragons Spielesessions in Hickmans Wohnung ausgearbeitet. Einer der Spieler bei dieser ersten Spielsitzung war der Spieldesigner Terry Phillips, der Raistlin spielte. Im Vorwort zu „Die Zauberprüfung“ schreibt Hickman: „Wir waren gerade dabei, uns auf das Spiel einzulassen, als ich mich an meinen guten Freund Terry Phillips wandte und ihn fragte, was sein Charakter tat. Terry sprach und die Welt von Krynn war für immer verändert. Seine raue Stimme, sein Sarkasmus und seine Bitterkeit, hinter denen sich eine Arroganz und Macht verbarg, die nie hätte ausgesprochen werden müssen, waren plötzlich echt. Alle Anwesenden waren wie gebannt und gleichzeitig verängstigt. Bis heute schwört Margaret Weis, dass Terry an diesem Abend die schwarzen Roben auf der Party trug.“
In einer „Traveling Road Show“, die zum Marketing der Romane veranstaltet wurde, wurden die Helden der Lanze von verschiedenen Personen gespielt. Die Autoren Gary und Janet Pack spielten Tanis den Halbelf und den Kender Tolpan Barfuss. Der Autor Douglas Niles spielte den Zwerg Flint Feuerschmied. TSR-Mitarbeiter Harold Johnson spielte den Ritter Sturm Feuerklinge. Die übrigen Helden sind die Barbaren Goldmond und Flusswind, die Elfin Laurana und die Menschen Caramon Majere, Raistlins Bruder, und Tika Waylan. Margaret Weis spielte Fizban.
Zu Beginn hatte Margaret Weis Probleme, Tanis in den Romanen als Halbelfen darzustellen. Tracy Hickman erklärte ihr schließlich, dass er „James T. Kirk vom Raumschiff Enterprise ist“. Nach dieser Erklärung hatte Margaret Weis keine Schwierigkeiten mehr, über Tanis zu schreiben. Andere bemerkenswerte Antagonisten und gelegentlich auch Protagonisten sind der tote Ritter Lord Soth sowie Kitiara Uth Matar, die Halbschwester von Raistlin und Caramon, die zugleich eine der Anführerinnen der Drachenarmeen von Ansalon ist. Laut Tracy Hickman ist Lord Soth die unberechenbarste Figur, über die man schreiben kann: „Jedes Mal, wenn diese Figur in einem unserer Bücher auftauchte, versuchte er, mit der Geschichte davonzulaufen.“

## Entstehung
Drachenlanze geht als Konzept auf TSR-Autors Tracy Hickman und dessen Frau Laura zurück. Hickman erhielt Anfang der 1980er eine Anstellung bei TSR und entwickelte während des Umzugs erste Ansätze seiner neuen Kampagnenwelt. Im Verlauf kam ihm dabei zupass, dass Unternehmensberater der Produktpalette „jede Menge an Dungeons“, aber einen gesteigerten Bedarf an Drachen attestierte. Dies eröffnete Hickman die Möglichkeit, seine Idee einer Kampagnenwelt zu platzieren. Drachenlanze wurde zwar als Rollenspielprodukt konzipiert, gleichzeitig war jedoch eine flankierende Veröffentlichung von Begleitprodukten von Anfang an Teil des Konzepts.

## Rezeption
Rückblickend überstiegen der Erfolg und die Langlebigkeit des Romanuniversums den der ursprünglichen Rollenspiel-Produktlinie. Die Romane machte TSR in den 1990er Jahren zu einem der erfolgreichsten Verlage im Bereich der Science Fiction und Fantasy. Die US-Versionen der Dragonlance-Romane von Margaret Weis und Tracy Hickman haben es auf mehr als zwanzig Bestsellerlisten geschafft und wurden über 22 Millionen Mal verkauft. Die Romane der beiden wurden ins Deutsche, Japanische, Dänische, Niederländische, Finnische, Spanische, Französische, Italienische, Hebräische, Portugiesische, Griechische und Türkische übersetzt.
Daneben ist bzw. war Drachenlanze eine der beliebtesten „shared worlds“, also Welten, in denen andere Autoren als die, die sie erschaffen haben, Abenteuer in derselben Welt kreieren können. Die erste Drachenlanze-Trilogie „Die Chronik der Drachenlanze“, war der Startschuss für die Romanreihe und viele der Charaktere wurden in anderen Romanen von anderen Autoren wieder aufgegriffen. Zusammen mit den „Forgotten Realms: Die Vergessenen Welten“ ist Drachenlanze die beliebteste Romanreihe von TSR. Laut dem Buch „The 1990s“ von Marc Oxoby ist das Bemerkenswerteste an der Serie, dass das, was einst als Wegwerf- und Eskapismus-Literatur betrachtet wurde, in den 1990er Jahren eine beispiellose Popularität erlangte. Alle Drachenlanze-Romane wurden in diesem Jahrzehnt weiterhin gedruckt, was Margaret Weis und Tracy Hickman zu literarischen Stars machte und den Verkauf ihrer nicht-Drachenlanze-Romane ebenfalls ankurbelte.

## Inhaltliche Zusammenfassung der Buchreihen
siehe Liste der Drachenlanzeromane
Die Chronik der Drachenlanze enthält die ursprüngliche Kerngeschichte rund um die Gefährten und deren Verwicklung in den Krieg der Lanze, beginnend im Jahr 351 nach der Umwälzung, während des vierten Zeitalters, des „Zeitalters der Verzweiflung“ (Age of Despair).
Die Legenden der Drachenlanze befasst sich vorrangig mit den Brüdern Majere und deren Leben nach den Ereignissen der Chroniken. Die Handlung des ersten Bandes „Die Brüder“ setzt im Jahr 356 nach der Umwälzung an (somit einige Jahre nach den Chroniken), reist jedoch auch in die Vergangenheit, so zum Beispiel nach Istar zur Zeit der Umwälzung.
Die Geschichte der Drachenlanze umfasst Erzählungen und Kurzgeschichten rund um die Helden der Ursprungsgeschichte.
Das Heldenlied der Drachenlanze enthält weitere Erzählungen aus der Welt Krynn, alle vor den Geschehnissen der Chroniken. Die ersten beiden Bände handeln zum Beispiel im 2. Zeitalter, dem Zeitalter der Träume (Age o Dreams).
Bei der Buchreihe Der Bund der Drachenlanze geht es um die Umstände wie sich die Helden der Kerngeschichte kennengelernt haben.
Die Krieger der Drachenlanze umfasst Erzählungen von weiteren bekannten Figuren der Welt.
Der Zauberer der Drachenlanze beschreibt die Kindheit der Brüder Majere und deren Erlebnisse vor den Geschehnissen der Chroniken.
Die verlorenen Chroniken der Drachenlanze sind Erzählungen von Geschehnissen während der Zeit des Krieges der Lanze, parallel zu den Chroniken – teilweise mit Überschneidungen. So wird zum Beispiel erzählt wie der Hammer von Kharas wiedergefunden wurde, wie die Gefährten die erste Drachenlanze in Eismauer in ihren Besitz gebracht haben und die Geschichte wie Raistlin Majere in Neraka zu einer schwarzen Robe wurde.
Die Reihe Die Erben der Drachenlanze befasst sich mit dem Chaoskrieg, beginnend im Jahr 382 nach der Umwälzung und dem daraus resultierenden Übergang in das 5. Zeitalter, dem Zeitalter der Sterblichen (Age of Mortals).
Die Handlungen der Buchreihe Die Nacht der Drachenlanze setzten direkt nach dem Ende des Chaoskrieges an, wobei die Bände 1–4 die ersten 8 Jahre nach dem Chaoskrieg behandeln. Die Bände 5–9 Beschreiben das weitere Schicksal von Dhamon, einem der Hauptcharaktere, etwa 30 Jahre nach dem Chaoskrieg.
Die Buchreihe Die Kinder der Drachenlanze befasst sich mit einem seltsamen Sturm der im Jahr 38 nach dem Chaoskrieg über Krynn hinwegzieht und den darauf folgenden, namensgebenden „Krieg der Seelen“ einläutet.
Die Jünger der Drachenlanze spielt nach dem Krieg der Seelen und wie einige der Götter in dieser Zeit um die Vormachtstellung auf Krynn kämpfen.

## Verfilmung
Im Januar 2008 wurde der Zeichentrickfilm Dragonlance: Dragons of Autumn Twilight als direct-to-video veröffentlicht. Der vom indischen Animationsstudio Toonz Animation produzierte und von Paramount Pictures verlegte Film basiert auf dem ersten Band der Ursprungstrilogie. Das Drehbuch schrieb George Strayton, die Regie führte Will Meugniot.
Trotz einiger bekannterer Schauspieler in den Sprechrollen (unter anderem Kiefer Sutherland als Raistlin Majere, Michael Rosenbaum als Tanis der Halbelf und Lucy Lawless als Goldmond) war der Film kein Erfolg und wurde eher negativ bewertet.

## Comics
Der Panini Verlag gibt seit 2006 darauf basierende Comics heraus:
1. Dragonlance: Die Legende von Huma I, (Serie, Band 1, ISBN 3-8332-1356-6)
2. Dragonlance: Die Chronik der Drachenlanze I, Drachenzwielicht 1, (Serie, Band 2, ISBN 978-3-86607-348-7)
3. Dragonlance: Die Chronik der Drachenlanze II, Drachenzwielicht 2, (Serie, Band 3, ISBN 978-3-86607-349-4)
4. Dragonlance: Die Chronik der Drachenlanze III, Drachenwinter 1, (Serie, Band 4, ISBN 978-3-86607-557-3)
5. Dragonlance: Die Chronik der Drachenlanze IV, Drachenwinter 2, (Serie, Band 5, ISBN 978-3-86607-558-0)
6. Dragonlance: Die Chronik der Drachenlanze V, Drachendämmerung 1, (ISBN 978-3-86607-658-7)
7. Dragonlance: Die Chronik der Drachenlanze VI, Drachendämmerung 2, (ISBN 978-3-86607-659-4)
8. Dragonlance: Die Legende der Drachenlanze I, Die Brüder, (ISBN 978-3-86607-739-3)

## Hörspiele
Der Hörspielverlag Holysoft gab von 2011 bis 2017 Hörspiele auf Grundlage der ersten beiden Romanzyklen heraus:
Die Chronik der Drachenlanze
1. Drachenzwielicht, (ISBN 978-3-941899-55-1)
2. Drachenjäger, (ISBN 978-3-941899-56-8)
3. Drachenwinter, (ISBN 978-3-941899-57-5).
4. Drachenzauber, (ISBN 978-3-941899-58-2)
5. Drachenkrieg, (ISBN 978-3-941899-59-9)
6. Drachendämmerung, (ISBN 978-3-941899-60-5)

Die Legenden der Drachenlanze
1. Die Brüder, (ISBN 978-3-941899-61-2)
2. Die Stadt der Göttin, (ISBN 978-3-941899-62-9)
3. Der Krieg der Brüder, (ISBN 978-3-941899-63-6)
4. Die Königin der Finsternis, (ISBN 978-3-941899-64-3)
5. Der Hammer der Götter, (ISBN 978-3-941899-65-0)
6. Caramons Rückkehr, (ISBN 978-3-941899-66-7)

## Computerspiele
- Dragonlance Fantasy Role-Playing Epic bzw. Gold-Box-Reihe (Entwickler: SSI & MicroMagic, Publisher: SSI), bestehend aus:
  - 1990: Champions of Krynn (Commodore 64, Amiga, Apple II und weitere Plattformen)
  - 1991: Death Knights of Krynn (C64, Amiga, weitere)
  - 1992: The Dark Queen of Krynn (C64, Amiga, weitere)

- Silver-Box-Reihe  (Entwickler: U.S. Gold, Publisher: SSI), bestehend aus:
  - 1988: Heroes of the Lance (C64, Amiga, Atari ST, MS-DOS, NES, weitere)
  - 1989: Dragons of Flame (C64, Amiga, Atari ST, MS-DOS, NES, weitere)
  - 1991: Shadow Sorcerer (Amiga, Atari ST, MS-DOS, weitere)

- weitere Einzeltitel
  - 1989: War of the Lance (Entwickler & Publisher: SSI, C64, Apple II, MS-DOS, weitere)
  - 1990: Dragonstrike (Entwickler: Westwood Associates, Publisher: SSI, C64, Amiga, MS-DOS, NES)